# Леггат, Грэм
Грэм Леггат (англ. Graham Leggat; 20 июня 1934, Абердин — 29 августа 2015) — шотландский футболист, играл на позиции нападающего. По завершении игровой карьеры — тренер. Включен в Зал славы канадского футбола.
Выступал, в частности, за клубы «Абердин» и «Фулхэм», а также национальную сборную Шотландии.

## Клубная карьера
Во взрослом футболе дебютировал в 1953 году выступлениями за команду клуба «Абердин», в которой провёл пять сезонов, приняв участие в 109 матчах чемпионата. Большую часть времени, проведённого в составе «Абердина», был основным игроком атакующего звена команды. В составе «Абердина» был одним из главных бомбардиров команды, имея среднюю результативность на уровне 0,59 гола за игру первенства.
Своей игрой за эту команду привлёк внимание представителей тренерского штаба клуба «Фулхэм», к составу которого присоединился в 1958 году. Сыграл за лондонский клуб следующие восемь сезонов своей игровой карьеры. Играя в составе «Фулхэма», также в основном выходил на поле в основном составе команды. В новом клубе был среди лучших голеодоров, отличаясь забитым голом в среднем в каждой второй игре чемпионата. 26 декабря 1963 стал автором самого быстрого хет-трика в английском чемпионате, забив три гола в течение трёх минут в ворота «Ипсвич Таун». Этот рекорд продержался до мая 2015 года, когда был превзойден нападающим «Саутгемптона» Садио Мане.
С 1967 по 1969 год играл в составе команд «Бирмингем Сити» и «Ротергем Юнайтед», выступлениями за последнюю завершил свою игровую карьеру на Британских островах.
Впоследствии эмигрировал в Канаду, где в 1971 году провёл 11 игр за только что созданный клуб «Торонто Метрос», в котором параллельно являлся главным тренером.

## Выступления за сборную
В 1956 году дебютировал в официальных матчах в составе национальной сборной Шотландии. В течение карьеры в национальной команде, которая длилась 5 лет, провёл в форме главной команды страны 18 матчей, забив 8 голов.
В составе сборной был участником чемпионата мира 1958 года в Швеции, где принял участие в двух из трёх игр своей сборной.

### Голы за сборную
| # | Дата                 | Арена                          | Соперник          | Гол | Результат |
| - | -------------------- | ------------------------------ | ----------------- | --- | --------- |
| 1 | 14 апреля 1956 года  | Хэмпден Парк, Глазго           | Англия            | 1-0 | 1-1       |
| 2 | 5 октября 1957 года  | Уиндзор Парк, Белфаст          | Северная Ирландия | 1-1 | 1-1       |
| 3 | 18 октября 1958 года | Ниниан Парк, Кардиф            | Уэльс             | 1-0 | 3-0       |
| 4 | 6 мая 1959 года      | Хэмпден Парк, Глазго           | ФРГ               | 3-1 | 3-2       |
| 5 | 27 мая 1959 года     | Олимпийский стадион, Амстердам | Голландия         | 2-1 | 2-1       |
| 6 | 3 октября 1959 года  | Уиндзор Парк, Белфаст          | Северная Ирландия | 1-0 | 4-0       |
| 7 | 4 ноября 1959 года   | Хэмпден Парк, Глазго           | Уэльс             | 1-1 | 1-1       |
| 8 | 19 апреля 1960 года  | Хэмпден Парк, Глазго           | Англия            | 1-0 | 1-1       |

## Карьера тренера
В 1971 году стал первым главным тренером только что созданного канадского клуба «Торонто Метрос», изначально был играющим тренером, покинул команду 1972 года. Продолжил жить в Канаде, где был футбольным обозревателем на местном телевидении, а в конце 1970-х занимал руководящие должности в структуре футбольного клуба «Эдмонтон Дриллерз».
Умер 29 августа 2015 года на 82-м году жизни.